# Абдуазіз Махкамов
Абдуазіз Махкамов (тадж. Абдуазиз Махкамов, нар. 5 липня 1987) — таджицький футболіст, який грав на позиції воротаря.

## Футбольна кар'єра
Абдуазіз Махкамов розпочав грати у футбол у клубі «Панджшер». Пізніше він грав у найвищій таджицькій лізі у складі клубів «Парвоз» і «Худжанд». У березні 2016 року він перейшов до киргизького клубу «Алай» з Оша.
7 червня 2016 року Махкамов дебютував у складі національної збірної Таджикистану в матчі проти збірної Бангладеш, загалом у складі збірної до 2019 року зіграв 12 матчів.
У серпні 2019 року Абдуазіз Махкамов був визнаний винним у змові з метою здійснення махінацій за участю «Алая» в сезонах 2017 і 2018 років у Кубку АФК, та був пожиттєво дискваліфікований.

## Титули і досягнення
- Чемпіон Киргизстану (2):

«Алай»: 2015, 2016